# Edificio Villanueva del Museo del Prado

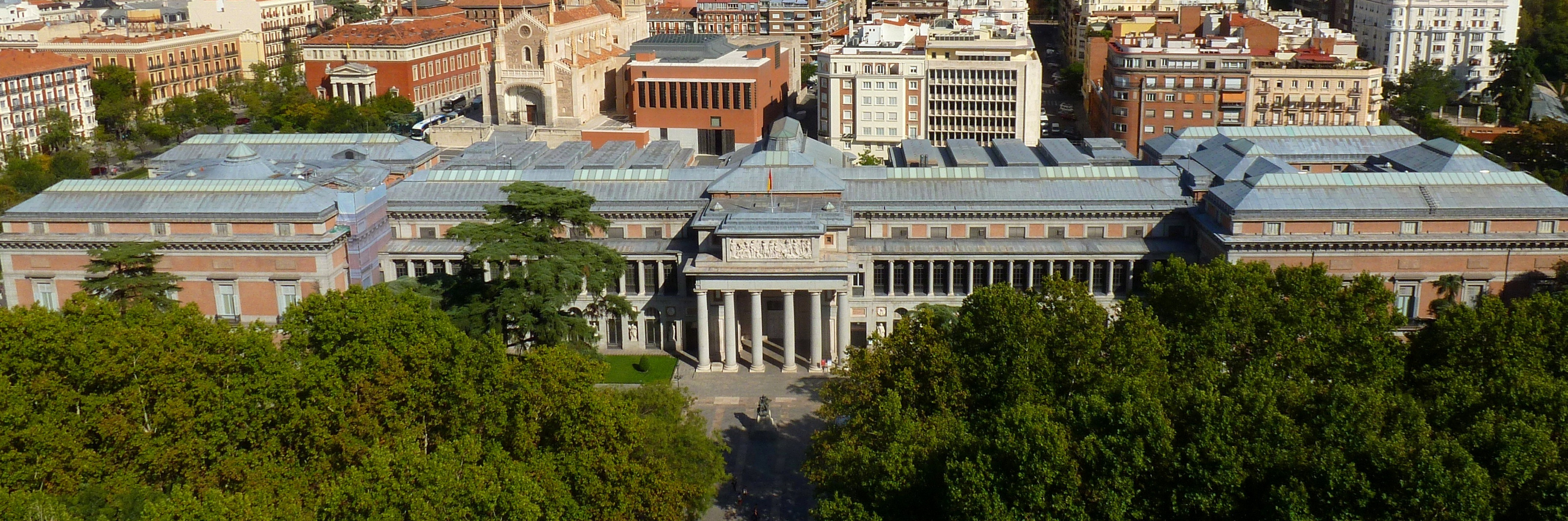
Vista general del edificio.

El conocido como Edificio Villanueva del Museo del Prado es la principal de las sedes de este museo español y la primera cronológicamente. Recibe su nombre del arquitecto que lo diseñó, Juan de Villanueva, ganador del concurso para realizar el edificio, si bien está documentada la intervención en él de más de veinte arquitectos a lo largo de sus dos siglos de historia. En origen estaba en realidad destinado a acoger el Real Gabinete de Historia Natural, en la planta alta, y la Academia de Ciencias, en el piso bajo, además de contar con un salón de juntas en la parte central. Cada uno de ellos tenía su acceso propio: al Real Gabinete se accedía por el lado norte, la actual Puerta de Goya, a la Academia por el sur (Puerta de Murillo) y al salón de juntas por el oeste (Puerta de Velázquez).
Fue concebido por José Moñino y Redondo, I conde de Floridablanca y Primer Secretario de Estado del rey Carlos III, en el marco de una serie de instituciones de carácter científico (pensadas según la nueva mentalidad de la Ilustración) para la reurbanización del paseo llamado Salón del Prado. Con este fin, Carlos III contó con uno de sus arquitectos predilectos, Juan de Villanueva, autor también de los vecinos Real Jardín Botánico y Real Observatorio Astronómico, con los que formaba un conjunto conocido como la Colina de las Ciencias.

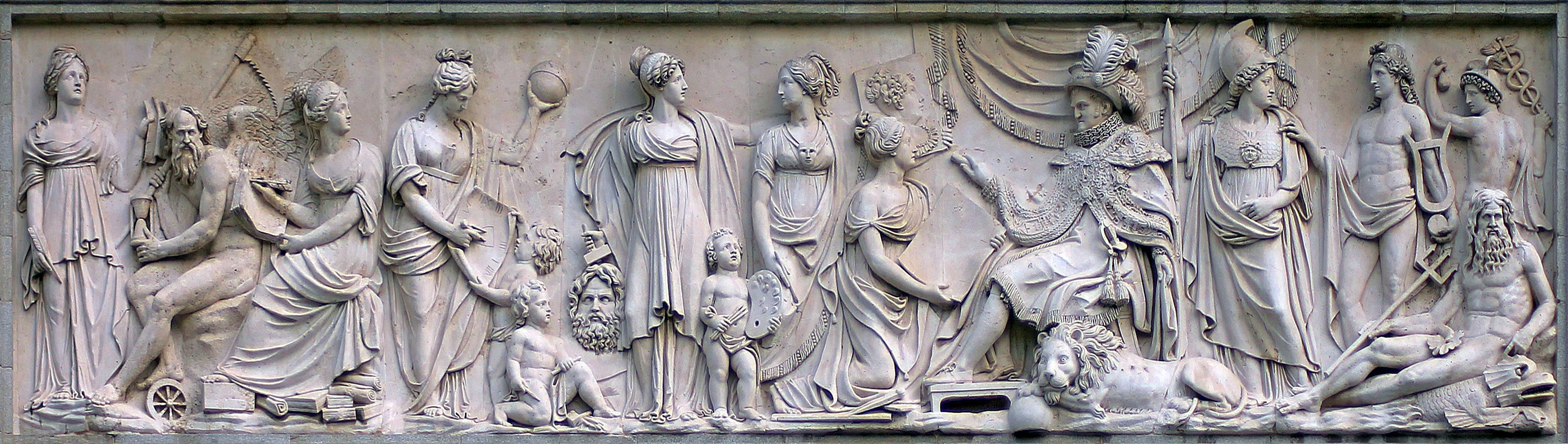
Fernando VII recibiendo los tributos de Minerva y las Bellas Artes, relieve que corona el pórtico dórico (occidental) del Museo. Friso esculpido por Ramón Barba en 1831 y completado por sus ayudantes varios años después de su muerte.

Su construcción se inició en 1785. Se conservan planos de Villanueva que datan de entre 1790 y 1791. La obra estaba a medias en 1808, cuando se produjo la Invasión napoleónica, que lo dejó destrozado, al ser usado como cuartel y fundirse además el plomo de las cubiertas y de los canalones para fabricar proyectiles.

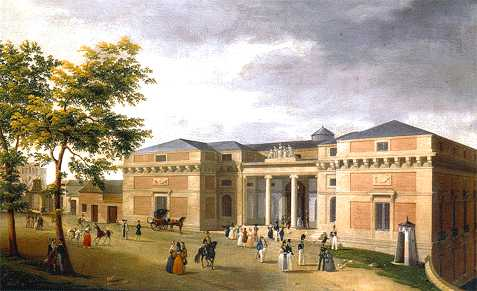
Aspecto original de la fachada norte del Museo, en un cuadro del pintor Ferdinando Brambilla.

Después de que Fernando VII destinara el museo de artes al edificio construido por Villanueva, la estructura de este cambió. Pero antes, durante el reinado de José Bonaparte, varias bóvedas del museo se usaron como sótanos para guardar el armamento de las tropas francesas y muchas veces como cuartel general de soldados, lo que ocasionó un serio deterioro del edificio. Al acabar la guerra, Villanueva se dio a la tarea de restaurarlo, labor que fue continuada por su discípulo Antonio López Aguado. Siendo director Federico de Madrazo, Narciso Pascual Colomer culminó el proyecto original. Sucesivas modificaciones se le han hecho, como la apertura de la puerta baja de Goya (originalmente esa zona era un terraplén), con proyecto de Francisco Jareño, luego modificado en la intervención de Pedro Muguruza entre 1943 y 1946.

## Ampliaciones y reformas del edificio

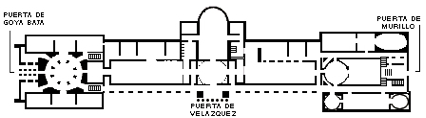
Planta del edificio tras la primera ampliación, la de Fernando Arbós y Tremanti.

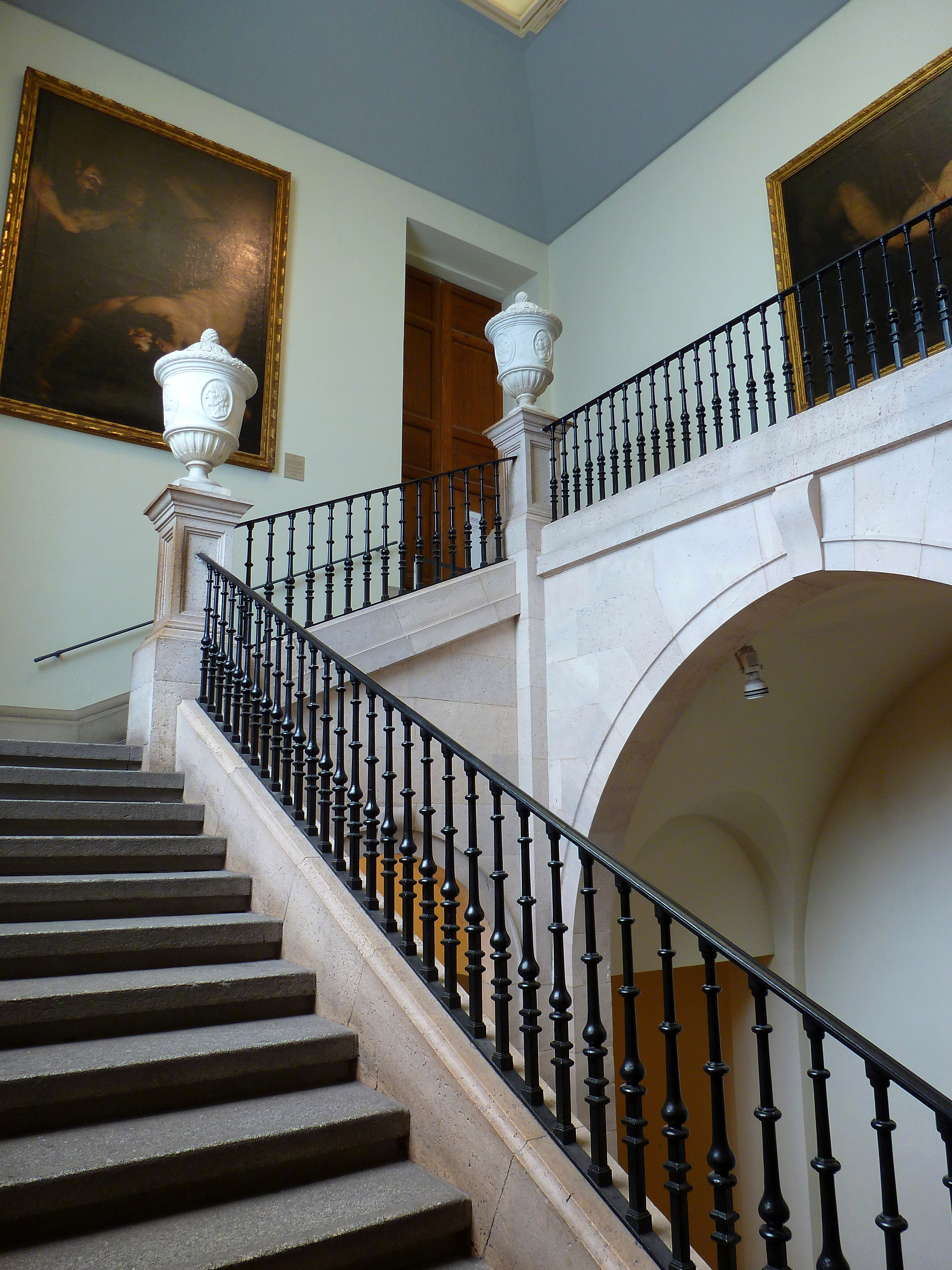
La escalera central del Museo no se abrió hasta 1925. El edificio inicialmente solo tenía escaleras internas en los extremos, junto al patio en el sur y junto a la rotonda en el norte, ya que fue concebido originalmente para albergar a dos instituciones independientes: la Academia de Ciencias y el Real Gabinete de Historia Natural, con lo que las circulaciones entre plantas hubieran sido muy limitadas.

Entre las reformas más importantes del edificio concebido por Villanueva cabe citar, por orden cronológico, la de Narciso Pascual y Colomer, que diseñó la basílica y el ábside del cuerpo central (1853); la de Francisco Jareño, que desmontó la cuesta por la que se accedía a la fachada norte y creó una escalera monumental, abriendo ventanas en la parte baja (1882 y 1885); la de Fernando Arbós y Tremanti, que añadió una nueva crujía en la fachada este a cada lado del ábside (1911 - 1913 proyecto, 1914 - 1921 obra (dirigida tras su fallecimiento en 1916 por Amós Salvador)); la de Pedro Muguruza, entre 1943 y 1946, con una remodelación de la Galería Central y una nueva escalera para la fachada norte (que contó con bastantes críticas, ya que destruyó la espléndida escalera ideada por Jareño), con la intención de dar más luz a la zona de la cripta (además con anterioridad, en 1925, había realizado la escalera principal del centro del edificio); y la de Chueca Goitia y Lorente, que añadieron dieciséis nuevas salas mediante la construcción de una nueva crujía en la fachada oriental contigua a la de Arbós (1952 - 1953 proyecto, 1954 - 1956 obra). La incorporación del Casón del Buen Retiro, en un principio para albergar las colecciones de pintura de los siglos XIX y XX, se decidió en 1971.